# Reggiana Calcio Femminile 2007-2008
Questa voce raccoglie le informazioni riguardanti l'Associazione Sportiva Dilettantistica Reggiana Calcio Femminile nelle competizioni ufficiali della stagione 2007-2008.

## Divise e sponsor
La tenuta riproponeva lo schema già utilizzato dalla Reggiana maschile, ovvero completo granata per la prima e completamente bianca, o con calzettoni granata, per la seconda. Il fornitore delle tenute era Legea.
|  | 1ª divisa |  | 2ª divisa |

## Organigramma societario
Tratto dal sito Football.it.
Area amministrativa
- Presidente: Elisabetta "Betty" Vignotto
- Consigliere: Fabrizio Nicolini
- Segretario generale: Lauro Canepari
- Responsabile settore giovanile: Maria Grazia Azzolini

Area tecnica
- Allenatore: Milena Bertolini
- Allenatore in seconda: Roberto Bonacini
- Allenatore portieri: Valerio Valpreda
- Allenatore Primavera: Leonardo Tigrini

## Rosa
Rosa e ruoli tratti dal sito Football.it.
| N. |                   | Ruolo | Calciatrice     |
| -- | ----------------- | ----- | --------------- |
|    | Italia (bandiera) | P     | Lara Anelli     |
|    | Italia (bandiera) | P     | Mimma Fazio     |
|    | Italia (bandiera) | P     | Silvia Vicenzi  |
|    | Italia (bandiera) | D     | Alessia Bonati  |
|    | Italia (bandiera) | D     | Roberta Casile  |
|    | Italia (bandiera) | D     | Chiara Cimurri  |
|    | Italia (bandiera) | D     | Laura Neboli    |
|    | Italia (bandiera) | C     | Silvia Baldi    |
|    | Italia (bandiera) | C     | Lara Barbieri   |
|    | Italia (bandiera) | C     | Veronica Brutti |
|    | Italia (bandiera) | C     | Sara D'Alessio  |
|    | Italia (bandiera) | C     | Silvia Eccher   |

| N. |                      | Ruolo | Calciatrice         |
| -- | -------------------- | ----- | ------------------- |
|    | Italia (bandiera)    | C     | Elisa Giugni        |
|    | Italia (bandiera)    | C     | Marcella Gozzi      |
|    | Italia (bandiera)    | C     | Giulia Nasuti       |
|    | Italia (bandiera)    | C     | Eleonora Prost      |
|    | Italia (bandiera)    | C     | Valentina Zavanelli |
|    | Finlandia (bandiera) | A     | Nelli Emilia Berg   |
|    | Italia (bandiera)    | A     | Fabiana Costi       |
|    | Italia (bandiera)    | A     | Valeria Davoli      |
|    | Italia (bandiera)    | A     | Priscilla Del Prete |
|    | Italia (bandiera)    | A     | Erika Lisi          |
|    | Italia (bandiera)    | A     | Daniela Sabatino    |

## Calciomercato

### Sessione estiva
| Acquisti | Acquisti            | Acquisti        | Acquisti   |
| R.       | Nome                | da              | Modalità   |
| -------- | ------------------- | --------------- | ---------- |
| C        | Silvia Baldi        | Agliana         | definitivo |
| C        | Silvia Eccher       | Porto Mantovano | definitivo |
| A        | Nelli Emilia Berg   | KMF             | definitivo |
| A        | Priscilla Del Prete | Agliana         | definitivo |

| Cessioni | Cessioni           | Cessioni         | Cessioni   |
| R.       | Nome               | a                | Modalità   |
| -------- | ------------------ | ---------------- | ---------- |
| D        | Carlotta Fagiolini | Atalanta         | definitivo |
| D        | Daniela Tavalazzi  | Torino           | definitivo |
| C        | Katia Serra        | Trento           | definitivo |
| A        | Teresina Marsico   | Upea Orlandia 97 | definitivo |

### Sessione invernale
| Acquisti | Acquisti       | Acquisti | Acquisti   |
| R.       | Nome           | da       | Modalità   |
| -------- | -------------- | -------- | ---------- |
| C        | Marcella Gozzi | Atalanta | definitivo |

| Cessioni | Cessioni | Cessioni | Cessioni |
| R.       | Nome     | a        | Modalità |
| -------- | -------- | -------- | -------- |
|          |          |          |          |

## Risultati

### Serie A

#### Girone di andata
| Arbitro: | Massimo Molinaroli (Verona) |

|            |           |                      |
| Neboli 30’ | Marcatori | 12’ Ricco 75’ D'Adda |

| Arbitro: | Gianluca Bellero (Casale Monferrato) |

|             |           |                          |
| Mangili 23’ | Marcatori | 33’ Del Prete 72’ Eccher |

| Arbitro: | Mione (Parma) |

|           |           |               |
| Baldi 76’ | Marcatori | 69’ Carissimi |

| Arbitro: | Paride De Angeli (Abbiategrasso) |

|                              |           |            |
| Piccinno 42’, 44’ Perini 87’ | Marcatori | 32’ Brutti |

| Arbitro: | Lorenzo Ferrari (Mestre) |

|  |           |              |
|  | Marcatori | 25’ Sabatino |

| Arbitro: | Alfredo Pavone (Forlì) |

|                             |           |                |
| Sabatino 31’, 64’ Costi 53’ | Marcatori | 73’ Sancassani |

| Arbitro: | Massimo Pasolini (Brescia) |

|                                                                     |           |  |
| Girelli 21’ Gabbiadini 45’ Boni 48’, 60’ Stefanelli 63’ Tuttino 78’ | Marcatori |  |

| Arbitro: | Massimo Molinaroli (Verona) |

|                   |           |              |
| Sabatino 15’, 65’ | Marcatori | 14’ Iannella |

| Arbitro: | Andrea Ceol (Merano) |

|  |           |                     |
|  | Marcatori | 51’ (rig.) Sabatino |

| Arbitro: | Alessandro Romeo (Como) |

|               |           |             |
| Del Prete 87’ | Marcatori | 85’ Orlandi |

| Arbitro: | Simone Cavasino (Monfalcone) |

|  |           |                   |
|  | Marcatori | 70’, 87’ Sabatino |

#### Girone di ritorno
| Arbitro: | Alberto Salmistraro (Padova) |

|           |           |  |
| Vinci 40’ | Marcatori |  |

| Arbitro: | Tiziano Reni (Pistoia) |

|  |           |                  |
|  | Marcatori | 71’, 85’ Riboldi |

| Arbitro: | Roland Topulli (Milano) |

|                  |           |  |
| Zorri 71’ (rig.) | Marcatori |  |

| Arbitro: | Giulia Beghin (Padova) |

|                           |           |                                |
| Sabatino 8’, 74’ Berg 11’ | Marcatori | 63’ Sironi 88’ (rig.) De Falco |

| Arbitro: | Sandro Ghiroldi (Lovere) |

|          |           |                       |
| Berg 12’ | Marcatori | 49’ Brumana 57’ Turra |

| Arbitro: | Marco Serra (Torino) |

|           |           |  |
| Cama 789’ | Marcatori |  |

| Arbitro: | Lorenzo Ciardelli (Carrara) |

|              |           |            |
| Sabatino 14’ | Marcatori | 90’ Panico |

| Arbitro: | Roberto Croce (Alghero) |

|                                                 |           |  |
| Fuselli 17’, 55’ Conti 19’ Sardu 78’ Pintus 85’ | Marcatori |  |

| Arbitro: | Marco Mainardi (Bergamo) |

|                                    |           |  |
| Neboli 26’ Sabatino 54’ Brutti 93’ | Marcatori |  |

| Firenze 12 aprile 2008 21ª giornata | Firenze                 | 0 – 0 referto | Reggiana | Imp. sp. com. San Marcellino\| Arbitro: \| Valerio Sambi (Ravenna) \| |
| Arbitro:                            | Valerio Sambi (Ravenna) |               |          |                                                                       |

| Arbitro: | Marco Dal Borgo (Verona) |

|                   |           |                |
| Sabatino 32’, 78’ | Marcatori | 40’, 56’ Lavia |

### Coppa Italia

#### Primo turno
Girone M

#### Ottavi di finale
| Arbitro: | Tommaso Gosti (Perugia) |

|                                                 |           |                                               |
| Niccolis 46’ Zambonelli 68’ (rig.) Rosciani 84’ | Marcatori | 18’ Brutti 49’ Prost 60’ (rig.), 89’ Sabatino |

| Arbitro: | Molinari (Verona) |

|                        |           |  |
| Sabatino 17’ Costi 72’ | Marcatori |  |

#### Quarti di finale
| Reggio nell'Emilia 1º maggio 2008, ore 15:00 CEST Andata | Reggiana            | 0 – 0 | Fiammamonza | Stadio comunale Mirabello\| Arbitro: \| Marco Avoni (Imola) \| |
| Arbitro:                                                 | Marco Avoni (Imola) |       |             |                                                                |

| Arbitro: | Bellero (Casale Monferrato) |

|                     |           |            |
| Paliotti 65’, 90+2’ | Marcatori | 20’ Eccher |

## Statistiche

### Statistiche di squadra
| Competizione | Punti | In casa | In casa | In casa | In casa | In casa | In casa | In trasferta | In trasferta | In trasferta | In trasferta | In trasferta | In trasferta | Totale | Totale | Totale | Totale | Totale | Totale | DR  |
| Competizione | Punti | G       | V       | N       | P       | Gf      | Gs      | G            | V            | N            | P            | Gf           | Gs           | G      | V      | N      | P      | Gf     | Gs     | DR  |
| ------------ | ----- | ------- | ------- | ------- | ------- | ------- | ------- | ------------ | ------------ | ------------ | ------------ | ------------ | ------------ | ------ | ------ | ------ | ------ | ------ | ------ | --- |
| Serie A      | 29    | 11      | 4       | 4       | 3       | 18      | 15      | 11           | 4            | 1            | 6            | 7            | 18           | 22     | 8      | 5      | 9      | 25     | 33     | -8  |
| Coppa Italia | -     | -       | -       | -       | -       | -       | -       | -            | -            | -            | -            | -            | -            | 9      | 6      | 2      | 1      | 31     | 7      | +24 |
| Totale       | -     | -       | -       | -       | -       | -       | -       | -            | -            | -            | -            | -            | -            | 31     | 14     | 7      | 10     | 56     | 40     | +16 |

### Statistiche delle giocatrici
| Giocatore    | Serie A  | Serie A | Serie A     | Serie A    | Coppa Italia | Coppa Italia | Coppa Italia | Coppa Italia | Totale   | Totale | Totale      | Totale     |
| Giocatore    | Presenze | Reti    | Ammonizioni | Espulsioni | Presenze     | Reti         | Ammonizioni  | Espulsioni   | Presenze | Reti   | Ammonizioni | Espulsioni |
| ------------ | -------- | ------- | ----------- | ---------- | ------------ | ------------ | ------------ | ------------ | -------- | ------ | ----------- | ---------- |
| L. Anelli    | 1        | -0      | 0           | 0          | ?            | ?            | ?            | ?            | 1+       | 0+     | 0+          | 0+         |
| S. Baldi     | 22       | 1       | 3           | 0          | ?            | ?            | ?            | ?            | 22+      | 1+     | 3+          | 0+         |
| L. Barbieri  | 12       | 0       | 1           | 1          | ?            | ?            | ?            | ?            | 12+      | 0+     | 1+          | 1+         |
| N. E. Berg   | 9        | 2       | 0           | 0          | ?            | ?            | ?            | ?            | 9+       | 2+     | 0+          | 0+         |
| A. Bonati    | 6        | 0       | 2           | 0          | ?            | ?            | ?            | ?            | 6+       | 0+     | 2+          | 0+         |
| V. Brutti    | 22       | 2       | 1           | 0          | ?            | ?            | ?            | ?            | 22+      | 2+     | 1+          | 0+         |
| R. Casile    | 17       | 1       | 1           | 0          | ?            | ?            | ?            | ?            | 17+      | 1+     | 1+          | 0+         |
| C. Cimurri   | 0        | 0       | 0           | 0          | ?            | ?            | ?            | ?            | 0+       | 0+     | 0+          | 0+         |
| F. Costi     | 13       | 1       | 0           | 0          | ?            | ?            | ?            | ?            | 13+      | 1+     | 0+          | 0+         |
| S. D'Alessio | 0        | 0       | 0           | 0          | ?            | ?            | ?            | ?            | 0+       | 0+     | 0+          | 0+         |
| V. Davoli    | 22       | 0       | 0           | 0          | ?            | ?            | ?            | ?            | 22+      | 0+     | 0+          | 0+         |
| P. Del Prete | 22       | 2       | 2           | 0          | ?            | ?            | ?            | ?            | 22+      | 2+     | 2+          | 0+         |
| S. Eccher    | 12       | 1       | 0           | 0          | ?            | ?            | ?            | ?            | 12+      | 1+     | 0+          | 0+         |
| M. Fazio     | 0        | -0      | 0           | 0          | ?            | ?            | ?            | ?            | 0+       | 0+     | 0+          | 0+         |
| E. Giugni    | 0        | 0       | 0           | 0          | ?            | ?            | ?            | ?            | 0+       | 0+     | 0+          | 0+         |
| M. Gozzi     | 16       | 0       | 2           | 0          | ?            | ?            | ?            | ?            | 16+      | 0+     | 2+          | 0+         |
| E. Lisi      | 0        | 0       | 0           | 0          | ?            | ?            | ?            | ?            | 0+       | 0+     | 0+          | 0+         |
| G. Nasuti    | 22       | 0       | 0           | 0          | ?            | ?            | ?            | ?            | 22+      | 0+     | 0+          | 0+         |
| L. Neboli    | 22       | 0       | 2           | 0          | ?            | ?            | ?            | ?            | 22+      | 0+     | 2+          | 0+         |
| E. Prost     | 20       | 0       | 0           | 0          | ?            | ?            | ?            | ?            | 20+      | 0+     | 0+          | 0+         |
| D. Sabatino  | 22       | 14      | 0           | 0          | ?            | ?            | ?            | ?            | 22+      | 14+    | 0+          | 0+         |
| S. Vicenzi   | 22       | -33     | 0           | 0          | ?            | ?            | ?            | ?            | 22+      | -33+   | 0+          | 0+         |
| V. Zavanelli | 0        | 0       | 0           | 0          | ?            | ?            | ?            | ?            | 0+       | 0+     | 0+          | 0+         |